# Marin Bluff
Das Marin Bluff (in Argentinien Cerro Santa Micaela, in Chile Cerro Moyano) ist ein 425 m hohes Felsenkliff an der Rymill-Küste des Palmerlands auf der Antarktischen Halbinsel. Es ragt 8 km ostsüdöstlich des Kap Jeremy auf.
Das UK Antarctic Place-Names Committee benannte es 1977 nach dem Marin, einem auflandigen Meerwind im südfranzösischen Mittelmeergebiet. Argentinische Wissenschaftler benannten sie nach der Santa Micaela, einem Transportschiff einer von 1950 bis 1951 durchgeführten argentinischen Antarktisexpedition. Namensgeber der chilenischen Benennung ist der Biologe Hugo Iván Moyano González von der Universidad de Concepción, der bei der 25. Chilenischen Antarktisexpedition (1970–1971) im Meer unweit des Kliffs Untersuchungen des Benthos vorgenommen hatte.